# Avren (distrikt)
Avren (bulgariska: Аврен) är ett distrikt i Bulgarien.   Det ligger i kommunen Obsjtina Krumovgrad och regionen Kărdzjali, i den södra delen av landet, 250 kilometer sydost om huvudstaden Sofia.